# Hans Speckaert

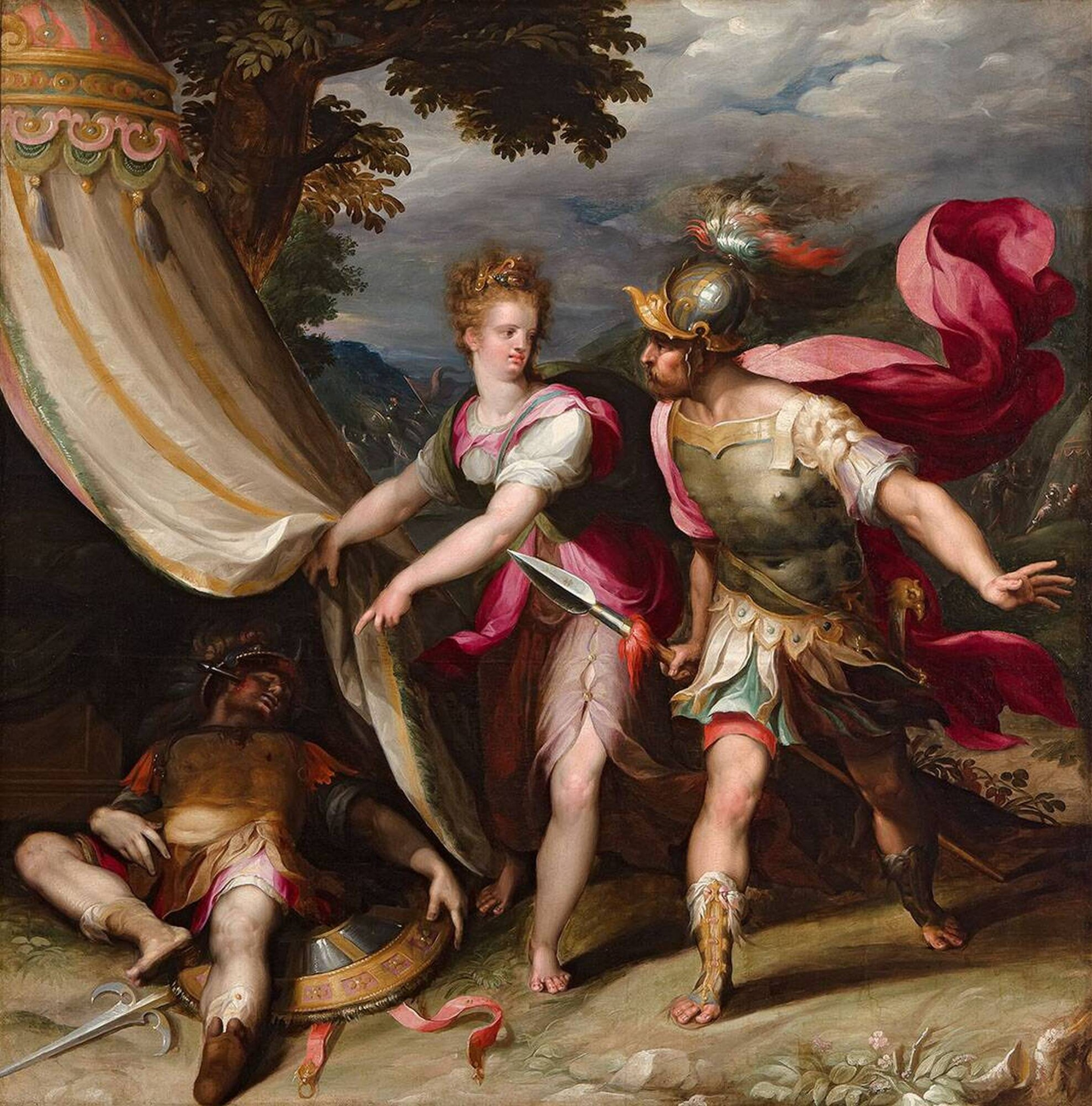
Jaël et Siséra.

Hans Speckaert, né vers c. 1540 à Bruxelles et mort vers 1577 à Rome, est un peintre flamand de la Renaissance actif en Italie. Il est connu pour ses portraits, ses peintures d'histoire et ses nombreux dessins. L'artiste est l'un des premiers représentants du maniérisme du Nord. Son style de dessin fluide et élégant exerce une influence importante sur les artistes contemporains du Nord. 

## Biographie
Les détails sur la vie de l'artiste sont rares. Selon le premier peintre et biographe d'artiste flamand, Karel van Mander, Speckaert est le fils d'une brodeuse à Bruxelles et un ami du peintre Aert Mijtens. Il reçoit peut-être  sa formation dans l'atelier bruxellois de Pieter de Kempeneer, connu sous le nom de Pedro Campaña (1503-1580). 

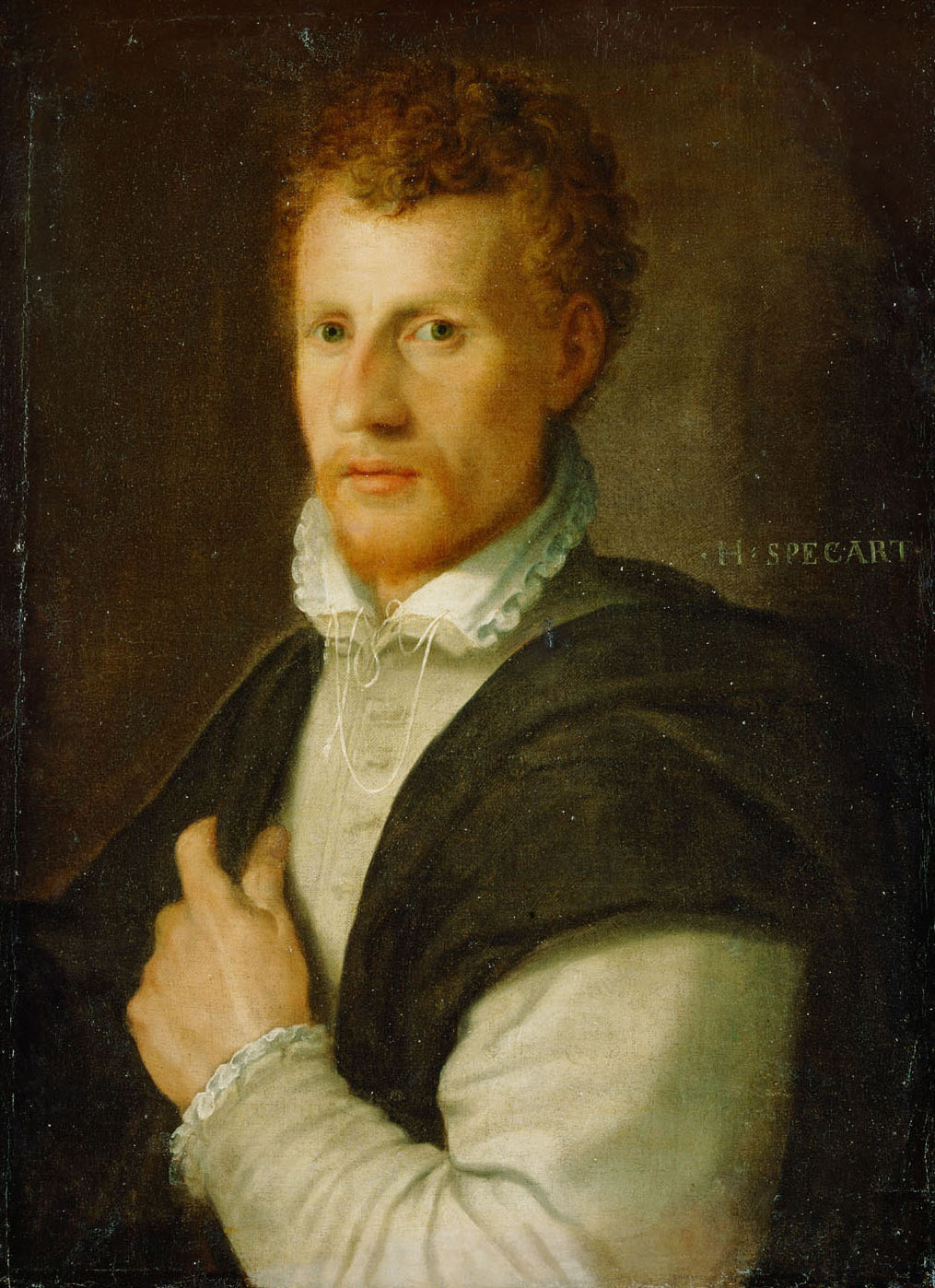
Portrait de Cornelis Cort.

Il se rend en Italie à une date inconnue et serait arrivé à Rome en 1566. Van Mander visite l'Italie pendant la période où Speckaert y est. À Rome, Speckaert rejoint un groupe de peintres du Nord travaillant à Rome au XVIe siècle. Il étudie l'art des grands maîtres italiens de la Renaissance Michel-Ange, Raphaël et d'autres. Un document d'avril 1575 rapporte que l'artiste est paralysé. Il est possible que cela soit dû à un accident survenu alors qu'il travaille dans une église inconnue au début de l'année 1575, avec l'artiste Anthonie van Santvoort. 
Après une longue période à Rome, Speckaert tente de retourner aux Pays-Bas et arrive jusqu'à Florence, mais se sentant mal, il retourne à Rome où il meurt. Sa mort survient probablement vers 1577.

## Œuvre
Hans Speckaert est connu pour ses portraits, ses peintures d'histoire et ses nombreux dessins. Seuls quatre tableaux sont attribués avec certitude à l'artiste, dont le portrait du graveur Cornelis Cort (Kunsthistorisches Museum), qui était un ami proche. Les autres tableaux connus sont Moses and the Brazen Serpent (Musée national des Beaux-Arts, Buenos Aires), Diane et Actéon (Palazzo Patrizi, Rome) et La Conversion de Saint Paul (Louvre, Paris). Il a réalisé des dessins pour des gravures qui ont été exécutées par Cornelis Cort en Egidius Sadeler et qui constituent la base d'autres attributions. Son œuvre n'est pas encore clairement définie car l'attribution des dessins est entravée par le fait que l'œuvre de l'artiste a été largement imitée.

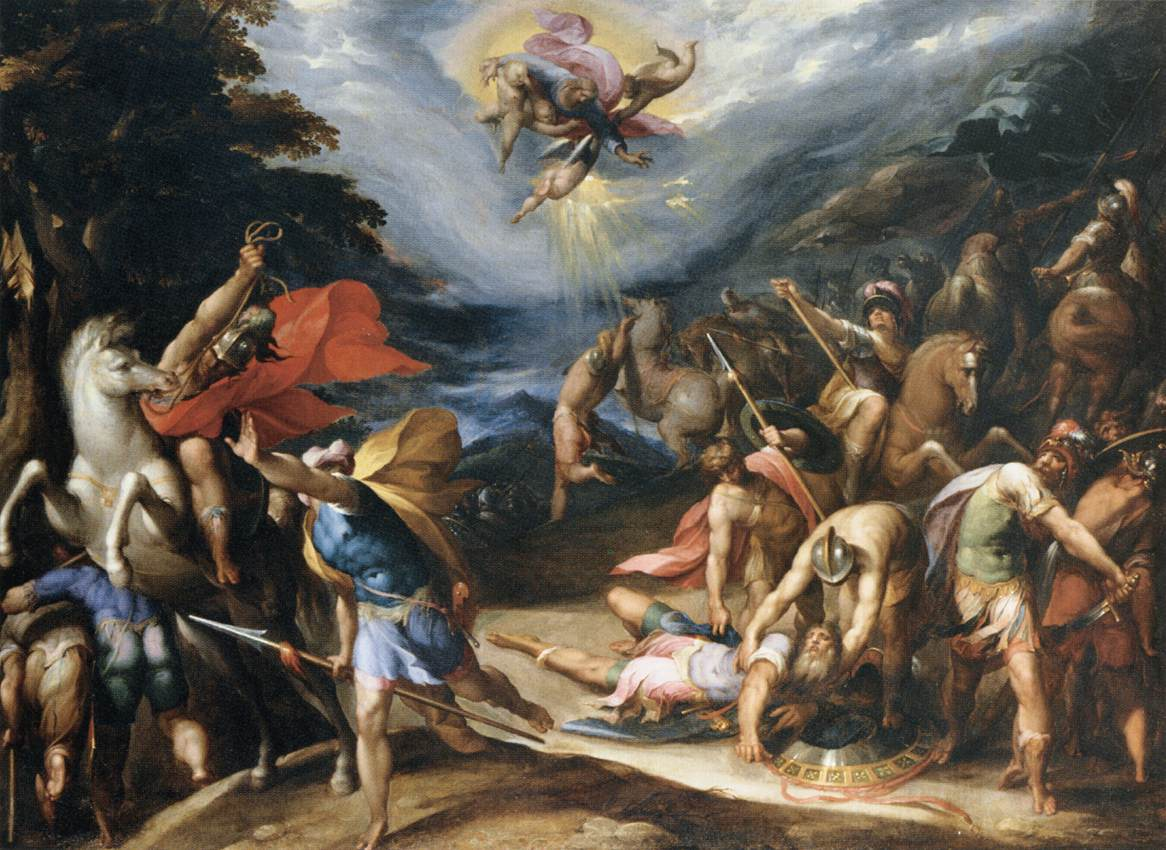
La conversion de St Paul.

Son étude approfondie de l'art des maîtres de la Renaissance italienne façonne les figures musclées et monumentales de son œuvre. Dans son Jaël et Siséra (Musée Boijmans Van Beuningen), la courte perspective de la défunte Sisera montre la préoccupation maniériste de la représentation du corps humain. Les postures emphatiques, quelque peu théâtrales, de Jaël et de son compagnon Barak sont caractéristiques de son maniérisme. L'œuvre de Jacopo Bertoja, qui était proche de celle de Parmigianino, a eu une influence sur son style.
Le style de dessin fluide et élégant de Speckaert a exercé une influence importante sur ses contemporains du Nord, comme en témoignent notamment les dessins de Bartholomeus Spranger, Jan Soens, Hans von Aachen, Joseph Heintz l'Ancien et Karel van Mander. Cela a été rendu possible parce que l'ami de Speckaert, Anthonie van Santvoort, qui a géré sa succession après sa mort et a hérité de ses dessins via Cornelis Cort, qui est mort un an après Speckaert, a ouvert sa maison aux artistes qui visitaient Rome afin qu'ils puissent étudier les dessins de Speckaert.
Les dessins de Speckaert ont servi de modèles pour les gravures d'Aegidius Sadeler, Cornelis Cort, Pedro Perret et Jan Harmensz Muller.

## Notes et références

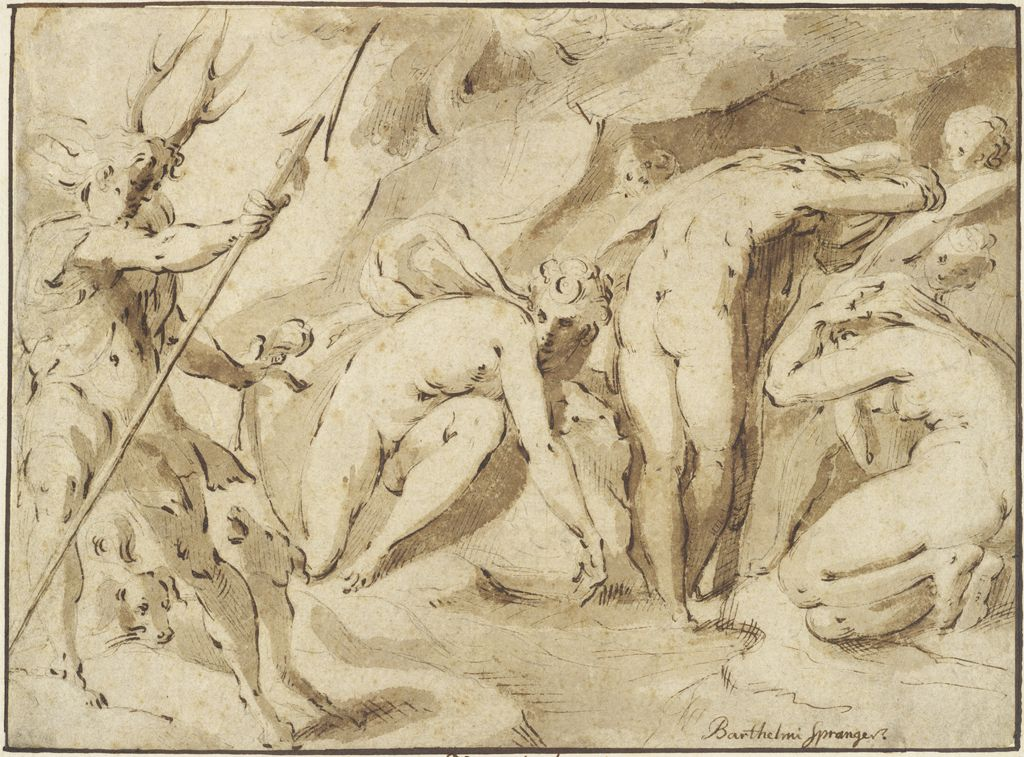
Diane et Actéon.